# Altes Vogteischloss Pleinfeld

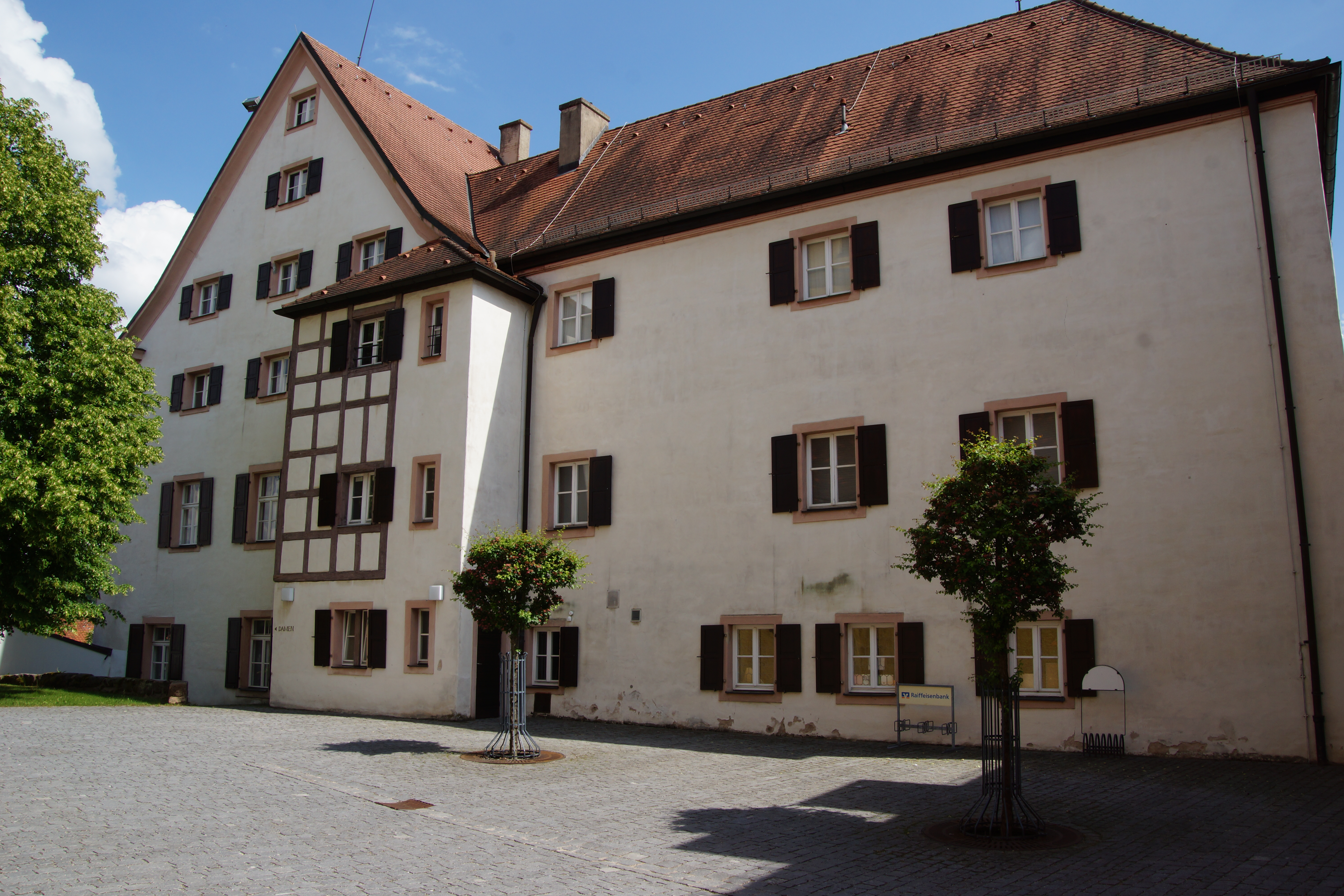
Die Nordseite des Schlosses im Jahr 2018

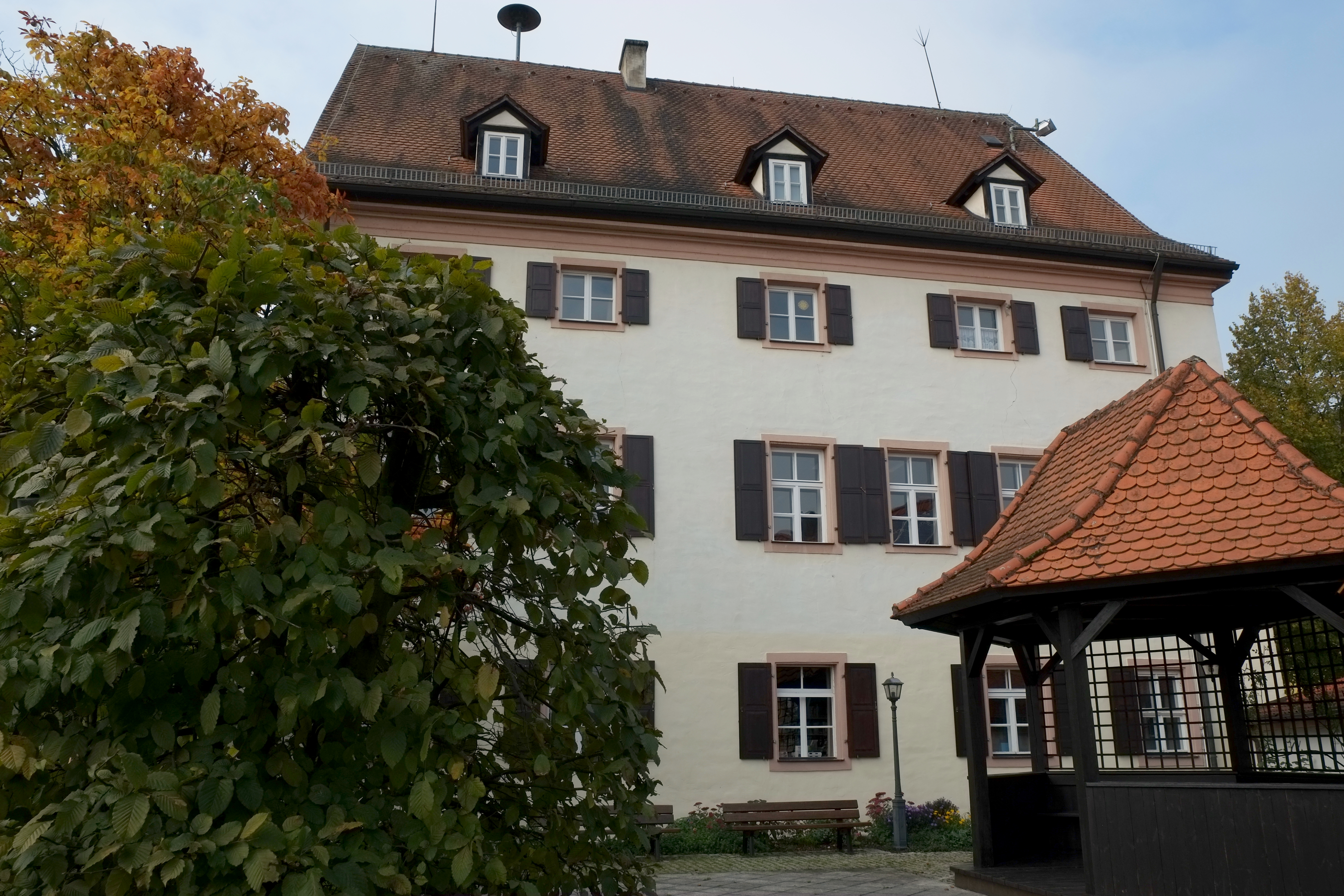
Das Schloss vom Schlossgarten aus gesehen (Ostseite)

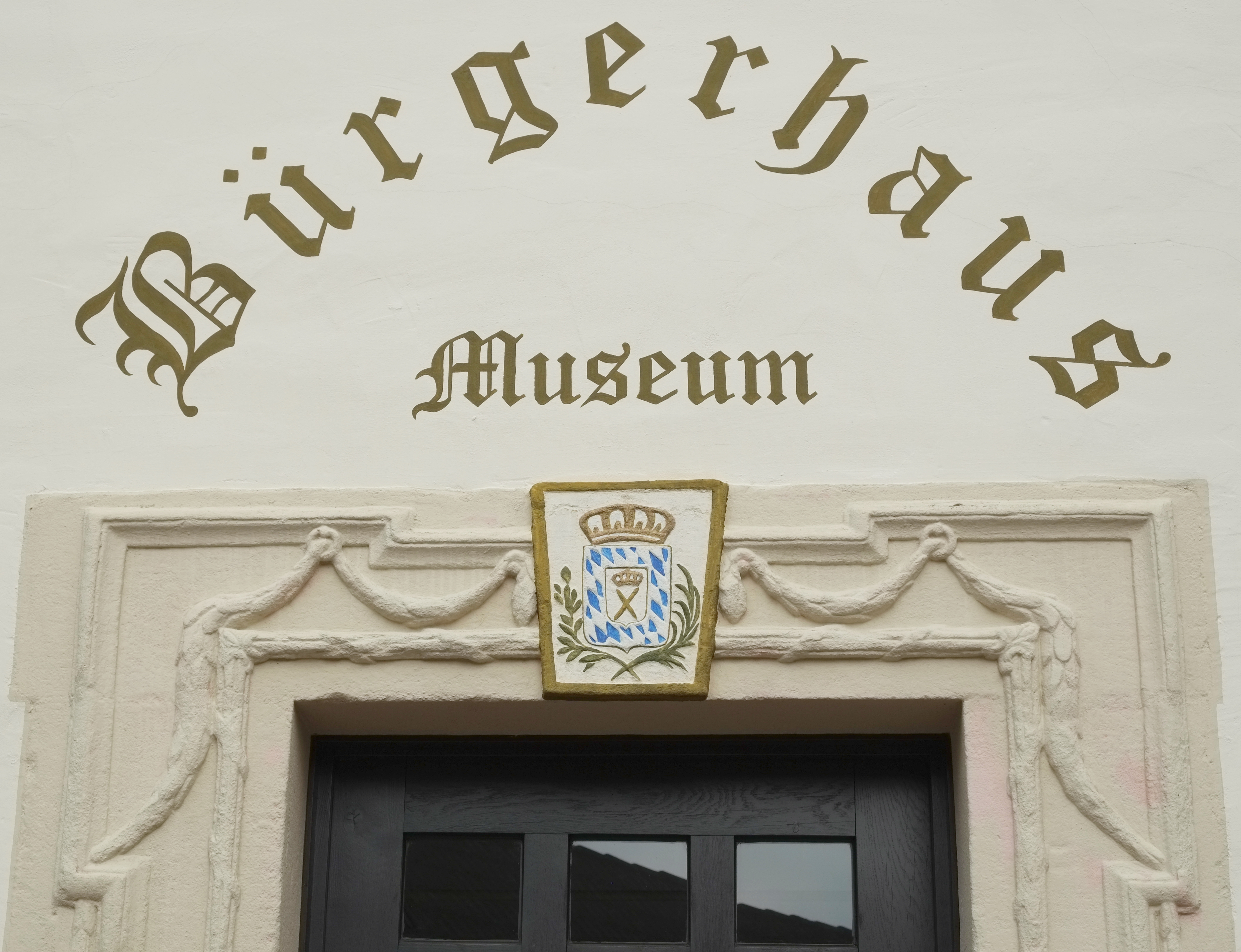
Wappen über dem Portal

Das Alte Vogteischloss steht in Pleinfeld im mittelfränkischen Landkreis Weißenburg-Gunzenhausen. Es wird auch als Klostervogtei, Altes Schloss, Hohes Haus oder Kloster bezeichnet. Das ortsbildprägende Bauwerk mit der Adresse Kirchenplatz 1 und 3 ist unter der Denkmalnummer D-5-77-161-15 als Baudenkmal in die Bayerische Denkmalliste eingetragen.

## Lage
Das Schloss steht auf einer Erhebung in der Ortsmitte von Pleinfeld am Kirchenplatz südlich der Nikolauskirche auf einer Höhe von 382 m ü. NHN. Der als Schlossgarten bezeichnete ehemalige Klostergarten grenzt direkt an. Der Platz vor dem Schloss wird umgangssprachlich als Schlossplatz bezeichnet. Auf dem Platz befindet sich der Wolfram-von-Eschenbach-Brunnen (es wird angenommen, dass Wolfram von Eschenbachs Familie aus Pleinfeld stammt). Neben der Schlossanlage befindet sich der ehemalige Klostergarten, heute Schlossgarten genannt. Der im Garten befindliche Tauben-Brunnen mit mittelalterlichen Elementen wurde während der Sanierung des Vogteischlosses errichtet. Er soll den Taubenzüchterverein und andere Vereine ehren.

## Geschichte und Baubeschreibung
Über die Entstehung des im Kern mittelalterlichen, dreigeschossigen Zweiflügelbaus ist wenig bekannt. Erstmals erwähnt wurde er 1136 als Besitz der Herren von Pleinfeld, 1435 wurde das Bauwerk vom Bistum Eichstätt erworben und als Verwaltungsgebäude genutzt. Im 17./18. Jahrhundert wurde es umgestaltet. Später diente das Schloss als Mädchenschule, Arzthaus, für Wohnungen der Eisenbahnbau-Ingenieure während der Errichtung der Ludwig-Süd-Nord-Bahn im 19. Jahrhundert, als Betsaal für Protestanten vor dem Bau der Petruskirche sowie als Sitz des Landgerichts. Von 1866 bis 1880 befand sich im Gebäude eine Präparandenschule. Nach dem Zweiten Weltkrieg wohnten im Gebäude Vertriebene und ausgebombte Städter.
Gegenwärtig beherbergt das Gebäude die Gemeindebücherei und das Heimat- und Brauereimuseum. Seit 2006 ist dort auch das Mehrgenerationenhaus Pleinfelds untergebracht.